# Dewoitine D.21
El Dewoitine D.21 fue un avión de combate monoplano francés de la década de 1920, con cabina abierta, tren de aterrizaje fijo y alas en forma de parasol.

## Diseño y desarrollo

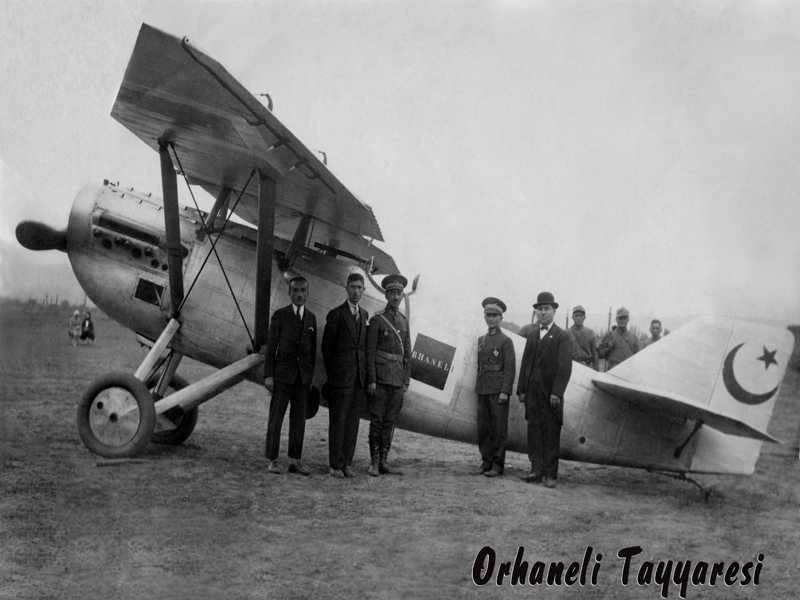
Orhanelli ; un Dewoitine D.21 equipado con ala modificada para realizar récords en vuelo.

El prototipo D.21 fue un desarrollo del D.12. El avión fue construido bajo licencia en Suiza (por EKW ), Checoslovaquia (por Skoda y conocido como Skoda-Dewoitine D.1) y  en Argentina (por FMA). Un D.21 turco fue equipado con un ala modificada y llamado «Orhanelli» (imagen ilustrativa en este artículo).
En 1927 la Dirección General de Aeronáutica del Ejército Argentino adquiere un lote de 6 unidades del D.21 que se asignan a la Escuela de Aviación Militar y al Grupo 1 a su vez se obtiene la licencia para fabricarlo en el país en la planta de Córdoba, de donde saldrían otras 32 unidades, entregadas en 1930. (numerales 7 a 38). Se construyó en la FMA (Fábrica Militar de Aviones) entre 1929 y 1932. Este avión permaneció en servicio hasta 1941.
Por otra parte, Turquía compró varios y Checoslovaquia construyó 25 para su fuerza aérea. 
D.21 C.1
Versión de producción francesa, construida bajo licencia en Argentina y Turquía .
Skoda D.1
Fabricación bajo licencia del Dewoitine D.21 en Checoslovaquia por Skoda (26 construidos, incluidos en el total del D.9). El Škoda L era un Hispanio Suiza HS-50 construido bajo licencia. Armamento únicamente 2 × 7.7 mm (0,303 in) Ametralladoras Vickers

## Operadores
Argentina
- Servicio de Aviación del Ejército.

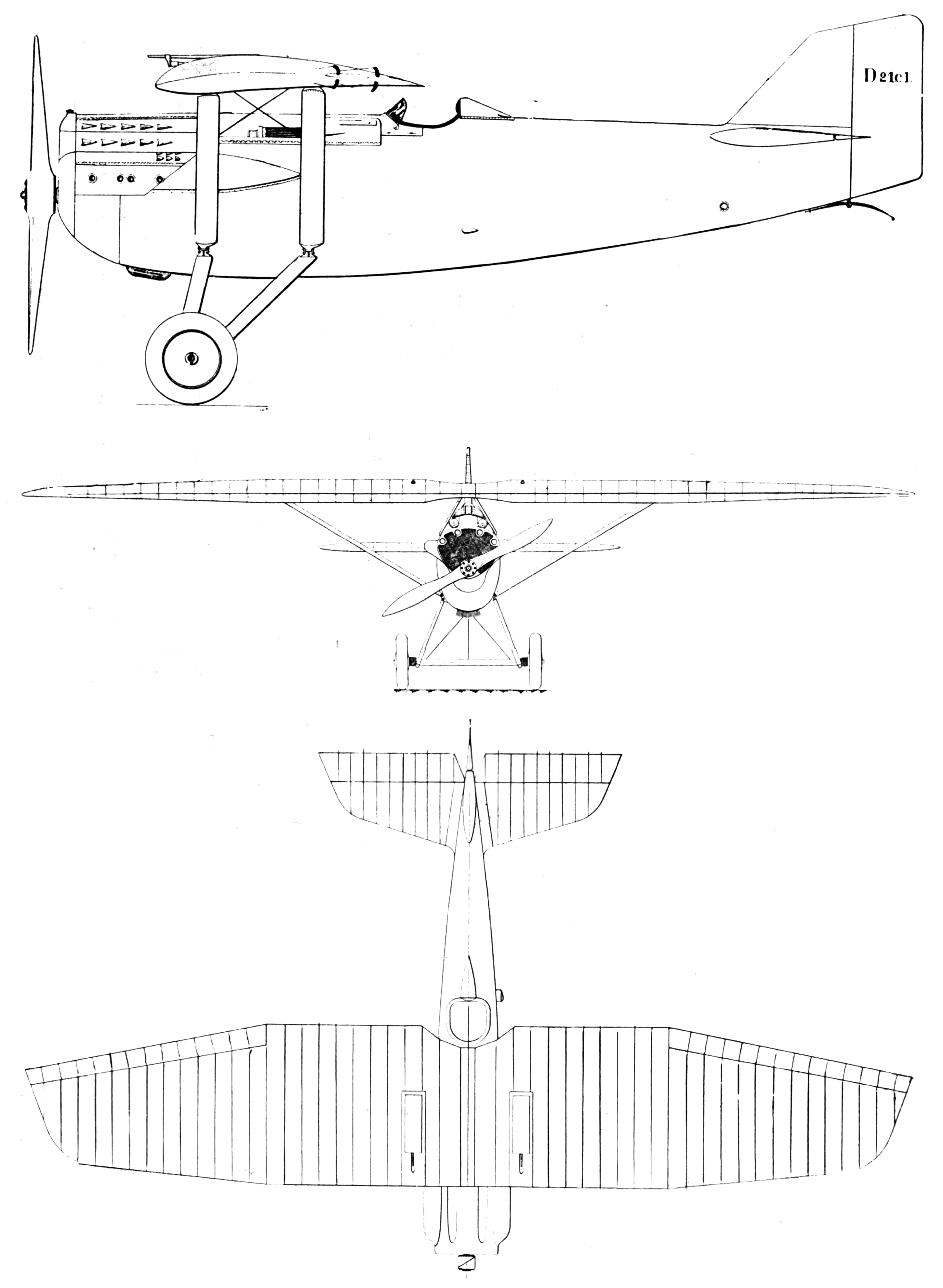
Dibujo en tres vistas del Dewoitine D.21 de L'Air (15 de mayo de 1928).

- Aviación Naval Argentina

 Checoslovaquia
- Gendarmería.

  Paraguay
- Fuerza Aérea Paraguaya.

 Suiza
 Turquía
- Fuerza Aérea Turca.

## Características técnicas (D.21 C.1)
Características generales
Tripulación: 1.
Longitud: 7.925 m (26 pies 0 pulgadas).
Envergadura: 12,8 m (42 pies 0 pulgadas).
Altura: 3,32 m (10 pies 11 pulgadas).
Área alar: 25 m² (270 pies cuadrados).
Peso en vacío: 1.090 kg (2.403 lb).
Peso bruto: 1.590 kg (3.505 lb).
Capacidad de combustible: 250 kg (550 lb) (aprox. 175 L (46 US gal; 38 imp gal)).
Planta motriz: 1 motor ×de pistón Hispano-Suiza W-12 de 12 Gb refrigerado por agua, 370 kW (500 CV).
Hélices: hélice de paso fijo de 2 palas.
Rendimiento
Velocidad máxima: 267 km/h (166 mph, 144 nudos) a nivel del mar.
262 km/h (163 mph; 141 kn) a 2.000 m (6.600 pies).
258 km/h (160 mph; 139 nudos) a 3.000 m (9.800 pies).
254 km/h (158 mph; 137 kn) a 4.000 m (13.000 pies).
250 km/h (160 mph; 130 kn) a 5.000 m (16.000 pies).
Alcance: 400 km (250 millas, 220 millas náuticas).
Techo de servicio: 8.991 m (29.498 pies).
Velocidad de ascenso: 10 m/s (2.000 pies/min).
Tiempo hasta la altitud: 4.000 m (13.000 pies) en 8 minutos y 4 segundos.
5.000 m (16.000 pies) en 11 minutos y 17 segundos.
Carga alar: 63,6 kg/m² (13,0 lb/pie cuadrado).
Potencia/masa: 0,2694 kW/kg (0,1639 hp/lb).
Armamento
Cañones:
2 ametralladoras Vickers de 7,7 mm (0,303 pulgadas) sincronizadas montadas en el fuselaje y 
2 ametralladoras Darne de 7,5 mm (0,295 pulgadas) montadas en las alas de la sección central (opcional).